# Dancing on Dangerous
Dancing on Dangerous è un singolo del DJ kazako Imanbek, del rapper giamaicano Sean Paul e della cantante messicana Sofía Reyes, pubblicato il 9 aprile 2021.

## Video musicale
Il video musicale è stato reso disponibile il 23 aprile 2021 attraverso il canale YouTube di Sofía Reyes.

## Tracce
Testi e musiche di Imanbek Zeikenov, Bendik Møller, Kirill Lupinos, Salem Ilese Davern, Sean Paul Francis Henriques e Jaroslav Sdvižkov.
1. Dancing on Dangerous – 2:03

## Classifiche

### Classifiche settimanali
| Classifica (2021) | Posizione massima |
| ----------------- | ----------------- |
| Belgio (Fiandre)  | 48                |
| Croazia           | 81                |
| Francia           | 53                |
| Italia            | 37                |
| Paesi Bassi       | 44                |
| Russia            | 9                 |
| Svizzera          | 90                |

### Classifiche di fine anno
| Classifica (2021) | Posizione |
| ----------------- | --------- |
| Francia           | 196       |
| Russia            | 17        |
| Classifica (2022) | Posizione |
| Russia            | 106       |